# Palamós (kommunhuvudort)
Palamós (baskiska: Palamos) är en kommunhuvudort i Spanien.   Den ligger i provinsen Província de Girona och regionen Katalonien, i den östra delen av landet, 600 km öster om huvudstaden Madrid. Palamós ligger 11 meter över havet och antalet invånare är 18 161.
Terrängen runt Palamós är varierad. Havet är nära Palamós åt sydost.  Närmaste större samhälle är Palafrugell, 8,2 km norr om Palamós. 